# Station Karangsuwung
Karangsuwung is een spoorwegstation in de Indonesische provincie West-Java.

## Bestemmingen
- Senja Utama Solo: naar Station Pasar Senen en Station Solo Balapan
- Progo: naar Station Pasar Senen en Station Yogya Lempuyangan
- Kutojaya Utara: naar Station Tanahabang en Station Kutoarjo
- Sawunggalih Utama: naar Station Pasar Senen en Station Kutoarjo
- Senja Bengawan: naar Station Tanahabang en Station Solo Jebres
- Senja Utama Yogya: naar Station Pasar Senen en Station Yogyakarta